# Yongzhou
Yongzhou (chiń. 永州; pinyin Yǒngzhōu; dawniej znane na Zachodzie jako Yungchow) – miasto o statusie prefektury miejskiej w południowych Chinach, w prowincji Hunan. W 2010 roku liczba mieszkańców miasta wynosiła 87 191. Prefektura miejska w 1999 roku liczyła 5 596 050 mieszkańców.
Stolica rzymskokatolickiej prefektury apostolskiej Yongzhou.

## Współpraca
- Nuwara Elija, Sri Lanka